# Радецкая, Милена
Милена Мария Радецкая (пол. Milena Maria Radecka), в девичестве Садурек (пол. Sadurek), после первого брака Садурек-Миколайчик (пол. Sadurek-Mikołajczyk, родилась 18 октября 1984 в Катовице) — польская волейболистка, играющая на позиции связующей за итальянский клуб «Фоппапедретти Бергамо» и сборную Польши. Бронзовый призёр чемпионата Европы 2009 года.

## Биография

### Игровая карьера
Окончила среднюю школу номер 52 (ныне гимназия номер 15) в Катовице-Гишувце. Первые шаги в спорте делала под руководством Марка Ямборского. В четвёртом классе установила рекорд школы по прыжкам в длину, прыгнув на целых 4 метра. Выбрала волейбол в качестве наиболее предпочтительного вида спорта, начав тренировки в составе команды «Колеяж». Изначально выступала на позиции блокирующей, по окончании средней школы продолжила обучение в школе спортивного мастерства в Сосновце. В школьной команде играла на позиции нападающего, но во втором классе школы её наставник Анджей Печ по совету тренера сборной Збигневва Кжижановского перевёл на позицию связующей.
Будучи игроком клуба ПЗПС, Милена получила свой первый вызов в юношескую сборную. В составе сборной в 2001 году завоевала серебро чемпионата Европы в Чехии, через год в молодёжной сборной добилась победы на чемпионате Европы в Хорватии. В 2003 году выиграла бронзовую медаль на чемпионате мира в Таиланде. В основную сборную попала довольно поздно в мае 2007 года, когда сборной руководил Марко Бонитта, однако быстро заняла позицию связующей и не уступала её почти никогда. В составе польской сборной она выиграла бронзовые медали чемпионата Европы 2009, выступила на Олимпиаде в Пекине в 2008 году и попала на чемпионат мира 2010 года в Японии.
На клубном уровне добилась немалых успехов, выступая за польские клубы «БКС-Сталь», «ПТПС-Фармутил» и «БПС Мушинянка Факро». В 2009 году уехала в румынский «Метал» из Галаци, однако из-за огромных финансовых проблем не сумела толком закрепиться в клубе, а после его банкротства вернулась в Польшу в «Мушинянку». Учится в Бельско-Бяле в Высшей школе администрации. С 2012 по 2014 годы играла в Азербайджане, с 2014 года представляет итальянский «Фоппапедретти Бергамо».

### Личная жизнь
В декабре 2007 года вышла замуж за программиста Марцина Миколайчика, с которым развелась через полтора года. 3 июня 2011 вышла во второй раз замуж за Якуба Радецкого. В ноябре 2011 года снялась обнажённой для журнала Playboy, последовав примеру подруги по сборной Анны Верблиньской.

## Клубы
- Колеяж (Катовице)
- ПЗПС (Сосновец) (1999—2003)
- БКС-Сталь (Бельско-Бяла) (2003—2008)
- ПТПС-Фармутил (Пила) (2008—2009)
- Метал (Галаци) (2009)
- БПС-Мушинянка Факро (Мушина) (2010—2012)
- Азеррейл (Баку) (2012—2013)
- Локомотив (Баку): (2013—2014)
- Фоппапедретти Бергамо (2014-н.в.)

## Достижения

### В сборной
- Серебряный призёр юношеского чемпионата Европы 2001 в Чехии
- Бронзовый призёр юношеского чемпионата мира 2001 в Хорватии
- Чемпионка Европы среди молодёжи 2002 в Хорватии
- Бронзовый призёр чемпионата мира среди молодёжи 2003 в Таиланде
- 4-е место на чемпионате Европы 2007 в Бельгии и Люксембурге
- Участница Олимпийских игр 2008
- Победительница Кубка Пьемонта 2009
- Участница чемпионата мира 2010 в Японии
- Бронзовый призёр чемпионата Европы 2009 в Польше
- 4-е место на Кубке Бориса Ельцина 2011

### Клубные
- Чемпионка Польши (2004, 2011)
- Серебряный призёр чемпионата Польши (2012)
- Бронзовый призёр чемпионата Польши (2007, 2009)
- Победительница Кубка Польши (2004, 2006, 2011)
- Победительница Суперкубка Польши (2006, 2008, 2011)

### Индивидуальные
- Лучшая связующая волейболистка Польши 2007 и 2009 годов по версии журнала Super Volley